# Legyezőfarkú-félék

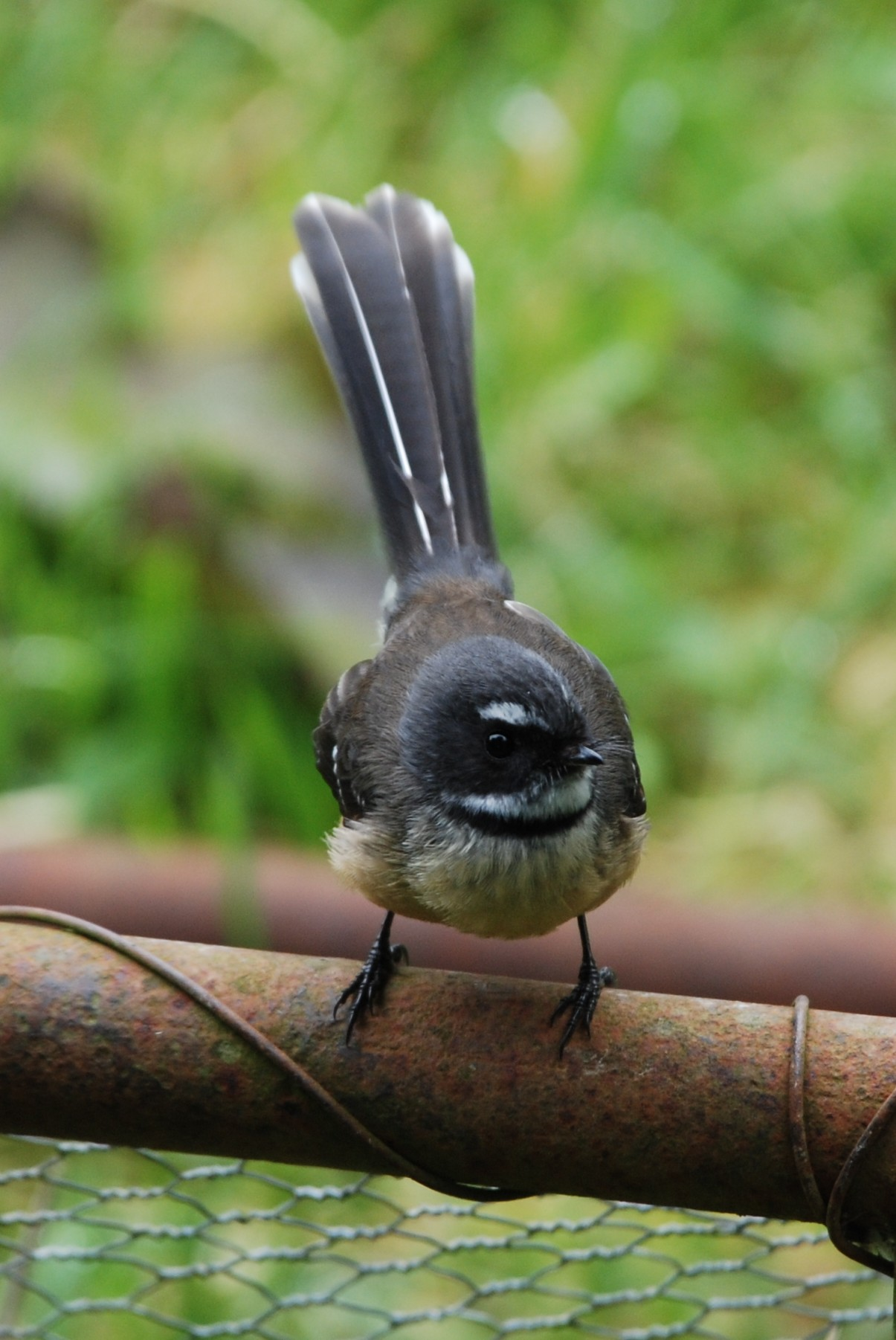
örvös legyezőfarok (Rhipidura fuliginosa)

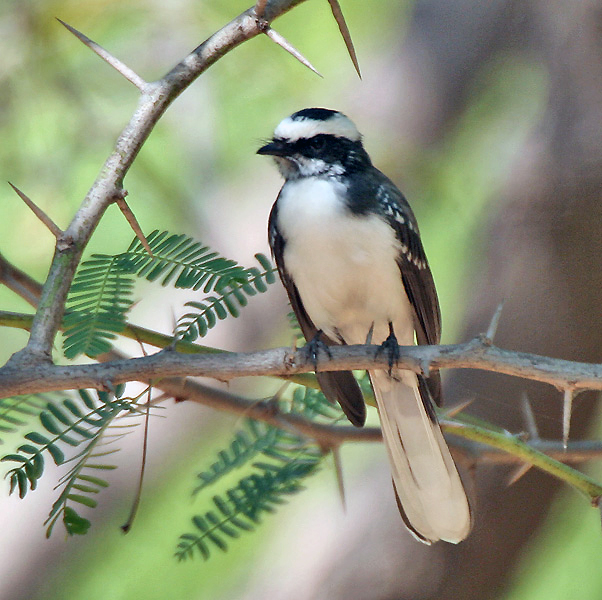
szemsávos legyezőfarok (Rhipidura aureola)

A legyezőfarkú-félék (Rhipiduridae) a madarak osztályának verébalakúak (Passeriformes) rendjébe tartozó család. Egyetlen nem és negyvenhárom faj tartozik a családba.

## Rendszerezés
A családba az alábbi nem és fajok tartoznak:
- Rhipidura  Vigors & Horsfield, 1827 – 50 faj.
  - mindanaói legyezőfarok (Rhipidura superciliaris)
  - visayasi legyezőfarok (Rhipidura samarensis)
  - kékfejű legyezőfarok (Rhipidura cyaniceps)
  - Tablas-legyezőfarok (Rhipidura sauli)
  - fülöp-szigeteki legyezőfarok (Rhipidura albiventris)
  - barnahasú legyezőfarok (Rhipidura hyperythra)
  - szürkehasú legyezőfarok (Rhipidura albolimbata)
  - szürke legyezőfarok (Rhipidura albiscapa)
  - örvös legyezőfarok (Rhipidura fuliginosa)
  - mangrove legyezőfarok (Rhipidura phasiana)
  - barna legyezőfarok (Rhipidura drownei)
  - makira-szigeti legyezőfarok (Rhipidura tenebrosa)
  - rennel-szigeti legyezőfarok (Rhipidura rennelliana)
  - csíkosbegyű legyezőfarok (Rhipidura verreauxi)
  - fidzsi legyezőfarok (Rhipidura personata)
  - szamoai legyezőfarok (Rhipidura nebulosa)
  - celebeszi legyezőfarok (Rhipidura teysmanni)
  - taliabu-szigeti legyezőfarok (Rhipidura sulaensis)
  - burui legyezőfarok (Rhipidura superflua)
  - serami legyezőfarok (Rhipidura dedemi)
  - hosszúfarkú legyezőfarok (Rhipidura opistherythra)
  - palaui legyezőfarok (Rhipidura lepida)
  - rozsdáshátú legyezőfarok (Rhipidura rufidorsa)
  - mussau-szigeti legyezőfarok (Rhipidura matthiae)
  - bismarck-szigeteki legyezőfarok (Rhipidura dahli)
  - malaita-szigeti legyezőfarok (Rhipidura malaitae)
  - erdei legyezőfarok (Rhipidura dryas)
  - pohnpei legyezőfarok (Rhipidura kubaryi)
  - hajnalpír legyezőfarok (Rhipidura rufifrons)
  - manusi legyezőfarok (Rhipidura semirubra)
  - szélescsőrű legyezőfarok (Rhipidura brachyrhyncha)
  - fekete legyezőfarok (Rhipidura atra)
  - fahéjszínű legyezőfarok (Rhipidura nigrocinnamomea)
  - rozsdásfarkú legyezőfarok (Rhipidura phoenicura)
  - jávai legyezőfarok (Rhipidura euryura)
  - pettyes legyezőfarok (Rhipidura perlata)
  - szemsávos legyezőfarok (Rhipidura aureola)
  - maláj legyezőfarok (Rhipidura javanica)
  - feketetorkú legyezőfarok (Rhipidura nigritorquis)
  - fehértorkú legyezőfarok (Rhipidura albicollis)
  - pettyesmellű legyezőfarok (Rhipidura albigularis)
  - barnasapkás legyezőfarok (Rhipidura diluta)
  - barnafarkú legyezőfarok (Rhipidura fuscorufa)
  - északi legyezőfarok (Rhipidura rufiventris)
  - Cockerell-legyezőfarok (Rhipidura cockerelli)
  - Rhipidura threnothorax
  - Rhipidura leucothorax
  - Rhipidura maculipectus
  - fehérhasú legyezőfarok (Rhipidura leucophrys)
  - peleng-szigeti legyezőfarok (Rhipidura habibiei)

Korábban idesorolt fajok
- - Rhipidura hypoxantha vagy Chelidorhynx hypoxantha
  - Rhipidura lessoni vagy Mayrornis lessoni
  - Rhipidura fallax vagy Symposiachrus axillaris